# Izrael Aljuhe Orenbach
Izrael Aljuhe "Lutek" Orenbach (ur. 29 października 1920 w Tomaszowie Mazowieckim, zm. w 1942 w Tomaszowie Mazowieckim lub w Treblince) – twórca amatorskiego teatru Klein Kunst Teater oraz Koła Artystów w getcie tomaszowskim, autor listów z tomaszowskiego getta, pisanych w latach 1939–1942 i adresowanych do ukochanej dziewczyny Edith Blau

## Życiorys
Izrael Aljuhe, nazywany przez przyjaciół i rodzinę Lutkiem, był synem Szmula Binema i Ity Rajdli. Miał młodszą o pięć lat siostrę Belę. Orenbachowie mieszkali w Tomaszowie Mazowieckim przy ulicy Kaliskiej 1/3 (dziś ulicy Józefa Piłsudskiego). W 1930 roku przeprowadzili się do Bydgoszczy, gdzie zamieszkali przy ulicy Królowej Jadwigi 29. W 1939 roku Lutek ukończył Państwowe Gimnazjum Humanistyczne przy ulicy Grodzkiej 18-22 (dzisiejszy Budynek Seminarium Duchownego w Bydgoszczy) i zdał maturę. W Bydgoszczy zajmował się amatorsko teatrem wraz ze swoją „bydgoską grandą”. W maju 1939 roku poznał i zakochał się w Edith Blau (ur. 24 września 1921 roku w Gdańsku), która przebywała w Bydgoszczy z matką Metą po tym jak Heinrich Blau, ojciec Edith, został aresztowany w Gdańsku przez Gestapo. 
Lutek rozmawiał z Edith po polsku, ona odpowiadała mu w języku niemieckim. Rozumieli się jednak doskonale. Przyjaciółką Edith była bydgoszczanka Ruth Goldbarth (ur. 26 marca 1921 roku w Bydgoszczy), u której babci, Liny Gappe, mieszkała Edith i jej matka. Wybuch wojny spowodował rozstanie nastolatków. Edith i Meta Blau wyjechały do rodzinnego miasta Mety, Minden. Ruth wraz z młodszą o trzy lata siostrą Dorotheą oraz rodzicami, Rudolfem i Gertrudą, udali się do Warszawy. Orenbachowie powrócili do Tomaszowa Mazowieckiego. Od tego czasu rozpoczęła się intensywna korespondencja pomiędzy Minden, a gettem tomaszowskim i gettem warszawskim.

## Listy z tomaszowskiego getta
Lutek pisał nieprzerwanie listy do Edith w latach 1939–1940. Po powrocie do Tomaszowa Orenbachowie zamieszkali w domu rodzinnym Ity Rajdli, czyli u dziadka Lutka, Hersza Libera przy ulicy Zgorzelickiej 14. Rodzina Liberów była liczną rodziną, która spotykała się regularnie w domu Hersza. Wkrótce wraz z Lutkiem zamieszkał jego kuzyn z Łodzi, Fred Rotberg (ur. 25 kwietnia 1915 roku w Łodzi) nazywany przez przyjaciół Fredkiem oraz jego siostra z małym synem Ludwisiem. W listopadzie 1940 roku Orenbachowie (Lutek z siostrą, rodzicami oraz babciami) przeprowadził się na ulicę Lewą 8 mieszczącą się w obrębie getta. Ogłoszenie nakazujące utworzenie odrębnej dzielnicy żydowskiej w Tomaszowie Mazowieckim zostało wydane przez kreishauptmana Fritza von Ballusecka i stadthauptmana Siegfrieda Lucasa dnia 3 maja 1940 roku. Lutek pełnił w getcie funkcję beamtera, czyli urzędnika w nowo powstałej Radzie Starszych Ludności Żydowskiej, której prezesem był Bolesław Szeps, a następnie Lejb Warzager.

### Koło Artystów
Lutek spotykał się w getcie z łódzkimi malarzami: Henrykiem Barczyńskim i Władysławem Rejderem, z którymi postanowił założyć Koło Artystów. Zachęcony przez Barczyńskiego i zafascynowany jego talentem zajął się rysowaniem karykatur, które przesyłał Edith. W jego karykaturze znaleźli się członkowie tomaszowskiego Judenratu (Bolesław Szeps, Szymsze Koszerowski) oraz rodzina (ojciec Szmul Binem, kuzyn Fredek Rotberg, wujek Alfred Knopp) i przyjaciele (Heniek Lieberman, Józef Beno Badower – malarz, scenograf, redaktor tomaszowskiego Echa Mazowieckiego).  

### Klein Kunst Teater
Lutek założył wraz z przyjaciółmi w getcie amatorski teatr, który usiłował prowadzić w możliwie profesjonalny sposób. Do zespołu należała jego siostra Bela („śpiewa jak słowik”, pisał Lutek), kuzyn Fred (akompaniował na pianinie i był kierownikiem muzycznym) oraz znajomi: Stefa Szczęśliwa, Hejnesznajderowa, Helena Kolska, Mordkowicz, Marysia Pikówna, Paulina Szladkowska, Seweryn Różaner i inni. Młodzi spotykali się w mansardzie Pani Sz., czyli Sury Szczęśliwej (mamy Stefci) przy ulicy Krzyżowej. W skład zespołu wchodził także prezes teatru, pochodzący z Łodzi Artur Kahan oraz kierownik literacki, Adam Lichtenstein (ur. 16 czerwca 1924 roku). Artyści przedstawiali przede wszystkim sztuki rewiowe, ponieważ, jak twierdził Lutek, na inscenizowanie polskiej literatury romantycznej, którą kochał, nie posiadali odpowiednich środków finansowych (rekwizyty, dekoracje). Lutek pełnił w teatrze funkcję aktora i reżysera. W trudniejszych sztukach pomagał mu ojciec, który w młodości prowadził w Tomaszowie amatorski teatr i uczył między innymi Klarę Segałowicz (Lutek wraz z ojcem odwiedzili Segałowicz w Warszawie w 1940 roku). Teatr zaprzestał działalność z powodu epidemii tyfusu oraz pogarszających się warunków w getcie w październiku 1941 roku.

## Losy listów z tomaszowskiego getta
Rodzina Orenbachów zginęła w nieznanych okolicznościach – prawdopodobnie podczas likwidacji getta lub w Treblince. Ostatni list Lutka Orenbacha do Edith Blau pochodzi z dnia 5 lutego 1942 roku. Tomaszowskie getto zostało zlikwidowane na przełomie października i listopada 1942 roku. Wszystkie listy i karykatury słane przez Lutka do Minden przetrwały dzięki rodzinie Edith – wujowi Hermannowi Bradtmüllerowi i jego synowi Hansowi. Po powrocie do Minden Edith z matką Metą zastały listy Lutka i Ruth. Edith przekazała całą korespondencję w 1996 roku do Muzeum Pamięci Holokaustu w Waszyngtonie (United States Holocaust Memorial Museum). Listy (tytuł książki: „Sen o teatrze. Listy z tomaszowskiego getta”) zostały opublikowane w 2018 roku przez tomaszowską Fundację Pasaże Pamięci.